# Felix Duchampt
Felix Duchampt (n. 5 septembrie 1989, Clermont-Ferrand, Franța) este un triatlonist franco-român care a reprezentat România la Jocurile Olimpice de vară din 2020 și la cele din 2024.
Născut în Franța, el a reprezentat țara sa natală până în 2018. În 2020 a obținut cetățenia română.